# Glossogobius ankaranensis
Glossogobius ankaranensis là một loài cá thuộc họ Gobiidae. Nó là loài đặc hữu của Madagascar. Môi trường sống tự nhiên của chúng là inland karsts.